# Europawahl in Polen 2004
- SLD: 5
- SDPL: 3
- UW: 4
- PO: 15
- PSL: 4
- PiS: 7
- LPR: 10
- SRP: 6

Die Europawahl in Polen 2004 fand am 13. Juni 2004 im Zuge der EU-weit stattfindenden Europawahl 2004 statt. Es waren die ersten Direktwahlen zum Europäischen Parlament in Polen nach dem Beitritt des Landes zur EU am 1. Mai 2004. In Polen werden 54 der 732 Sitze im Europäischen Parlament vergeben.

## Ergebnis
Die Wahlbeteiligung lag bei 20,9 %.
| Kürzel | Name                                | Stimmen   | Anteil  | Sitze | Europapartei | Fraktion                  |
| ------ | ----------------------------------- | --------- | ------- | ----- | ------------ | ------------------------- |
| PO     | Platforma Obywatelska               | 1.467.775 | 24,10 % | 15    | EVP          | EVP-ED                    |
| LPR    | Liga Polskich Rodzin                | 969.689   | 15,92 % | 10    | –            | IND/DEM *                 |
| PiS    | Prawo i Sprawiedliwość              | 771.858   | 12,67 % | 7     | AEN          | UEN                       |
| SRP    | Samoobrona Rzeczpospolitej Polskiej | 656.782   | 10,78 % | 6     | –            | fraktionslos(5)/SPE (1) * |
| SLD    | Sojusz Lewicy Demokratycznej        | 561.311   | 9,35 %  | 5     | SPE          | SPE                       |
| UW     | Unia Wolności                       | 446.549   | 7,33 %  | 4     | ELDR         | ALDE                      |
| PSL    | Polskie Stronnictwo Ludowe          | 386.340   | 6,34 %  | 4     | EVP          | EVP-ED *                  |
| SDPL   | Socjaldemokracja Polska             | 324.707   | 5,33 %  | 3     | SPE          | SPE                       |
| Andere |                                     |           |         |       |              |                           |